# 張禧
張禧（1217年—1291年），安次县人，元朝将军，父亲張仁義在金朝末年迁居益都县。

## 生平
张禧十六岁时，跟随大将阿朮魯南攻徐州、归德，又跟随察罕攻寿春、安丰诸县，都有战功。后被诬陷，逃投忽必烈。1259年，跟随忽必烈南伐，攻鄂州、战金口、李家洲，都获得胜利。中统元年（1260年），忽必烈即位，被任命为新军千户。中统三年（1262年）从征李璮。又屡败宋军，击走宋将夏贵，收复均州。至元十年（1273年），攻破樊城、襄阳有功，升授水军万户。至元十一年（1274年），任水军先锋，跟随伯顏灭宋，参与丁家洲之战。后任江阴路达鲁花赤、招讨使，加镇国上将军、都元帅，参与攻克温州、台州、福建。至元十七年（1280年）拜行中书省平章政事，与范文虎、李庭同率水军，泛海东征入侵日本。抵达日本，筑垒平户岛，后飓风大作，范文虎、李庭战舰毁坏，张禧分船给他们。至元十八年（1281年），返回京师，范文虎、李庭获罪，张禧所部保存完整，没有被忽必烈追究。至元二十八年（1291年）去世，年七十五岁。至治三年（1323年），赠推诚著节功臣、荣禄大夫、湖广行省平章政事、柱国、齐国公，谥忠烈。